# Uh Huh Her (альбом)
Uh Huh Her — шестой студийный альбом английской рок-музыкантши Пи Джей Харви, изданный в 2004 году.

## Об альбоме
Uh Huh Her — первый альбом Харви, не считая сборника демозаписей 4-Track Demos, на котором она играет на всех инструментах, кроме ударных, партии которых исполнил давний коллега музыкантши Роб Эллис. За выходом альбома последовал семимесячный тур в его поддержку, в ходе которого Харви посетила несколько музыкальных фестивалей, таких как Гластонбери. Во время гастролей исполнительницей была придумана одноимённая с альбомом песня — «Uh Huh Her», которая так и не была записана в студии. Альбом был в целом положительно встречен критиками, хотя он и не достиг успеха предыдущей записи Stories from the City, Stories from the Sea. Uh Huh Her получил статус серебряного в Великобритании и был номинирован на премии «Грэмми» и «BRIT Awards», но не получил ни одну из них.

## Список композиций
Слова и музыка всех песен — Пи Джей Харви.
| №   | Название                             | Длительность |
| --- | ------------------------------------ | ------------ |
| 1.  | «The Life and Death of Mr. Badmouth» | 4:53         |
| 2.  | «Shame»                              | 2:33         |
| 3.  | «Who the Fuck?»                      | 2:09         |
| 4.  | «Pocket Knife»                       | 3:44         |
| 5.  | «The Letter»                         | 3:22         |
| 6.  | «The Slow Drug»                      | 3:25         |
| 7.  | «No Child of Mine»                   | 1:08         |
| 8.  | «Cat on the Wall»                    | 3:03         |
| 9.  | «You Come Through»                   | 2:48         |
| 10. | «It's You»                           | 4:13         |
| 11. | «The End»                            | 1:23         |
| 12. | «The Desperate Kingdom of Love»      | 2:44         |
| 13. | «Seagulls» (изначально безымянная)   | 1:11         |
| 14. | «The Darker Days of Me and Him»      | 4:34         |

## Участники записи
- Пи Джей Харви — вокал, гитара, бас-гитара, фортепиано, мелодическая гармоника, аккордеон, арфа,
- Роб Эллис — ударные, перкуссия, бэк-вокал